# Trnovo (Kladanj)
Trnovo es un pueblo ubicado en la municipalidad de Kladanj, en el cantón de Tuzla, Bosnia y Herzegovina.

## Superficie
Posee una superficie de 1,14 kilómetros cuadrados.

## Demografía
Hasta 1991 la población era de 390 habitantes.